# بنت سورينسن (فيزيائي)
بنت سورينسن (بالدنماركية: Bent Sørensen)‏ هو فيزيائي دنماركي، ولد في 13 أكتوبر 1941 في كوبنهاغن في الدنمارك.